# Беэр, Андреас Бенедиктович
Андреас Бенедиктович Беэр (1696 — 21 июля 1751) — горный специалист, первый главный командир (начальник) Колывано-Воскресенских заводов (1747—1751).

## Биография
Родился в семье литейного пушечного мастера. Горному делу и другим наукам учился у отца и нанятых им учителей.
С 1716 г. состоял при Рудном приказе в распоряжении пробирера Иоганна Блюэра, инициатора создания Берг-коллегии.
В 1727 г., дослужившись до чина лейтенанта от артиллерии, Беэр командовал кораблём «Виктория», плававшим между Кронштадтом, Ревелем и Рогервиком (Балтийский порт).
С 1731 г. — управляющий Сестрорецким оружейным заводом. В 1734 г. представил в Адмиралтейств-коллегию модель машины, «сквозь которую можно тянуть в тонкость полосное железо», и усовершенствовал фузею, «явившуюся против солдатских российских действительнее в пальбе и расстоянии». В феврале 1735 г. императрица Анна Иоанновна посетила Сестрорецкие заводы, и по результатам визита Беэр был пожалован в капитаны морской артиллерии. В декабре того же года зачислен в комплект артиллерийского корпуса капитаном.
В 1736 г. ревизовал Тульский оружейный завод. В 1737 г. в чине майора выбыл из списка морской артиллерии. В том же году ревизовал Олонецкие заводы для исследования причин их убыточности (совместно с обер-кригскомиссаром артиллерии Унковским), дополнительно осмотрел серебро-свинцовые месторождения Медвежьих островов (в Белом море).
С 1738 г. — главный управляющий Тульской оружейной конторой со званием советника; перестроил заводские плотины на реке Тулице, с целью расширения оружейного производства потребовал приписать тульские и калужские засеки к заводам. В 1744 г. в ответ на требование артиллерийской канцелярии о новых увеличенных субсидиях предоставил военной коллегии доклад о Тульском и Сестрорецком заводах, в котором разъяснил, «каким способом содержать их можно без прибавления требуемой артиллерийской канцелярией суммы» Сента, одобрив доклад, назначил Беэра главным директором Тульских и Сестрорецких оружейных заводов с чином бригадира.
17 (30) мая 1744 года издан указ об отстранении приказчиков А. Н. Демидова от управления рудниками и заводами на Алтае и передаче их в распоряжение А. В. Беэра, руководителя комиссии, созданной «для чинения тамошним золотым, серебряным рудам действенных проб»; в состав комиссии был включен и племянник Беэра И. С. Христиани «для учинения змеиногорской руде свидетельства». Комиссия под предводительством Беэра провела обследование открытого там Змеиногорского месторождения серебра, произвела анализ руд, а сам Беэр предсказал большое будущее этого месторождения. По докладу Беэра было принято решение о приобретении Колывано-Воскресенских заводов. 1 мая 1747 года царица Елизавета Петровна повелела алтайские владения Демидова (к тому времени умершего) «взять на Нас». На целых 170 лет они стали владением Кабинета Е. И. В. Поместье получило название «Округ Колывано-Воскресенских заводов» (позже — Алтайский горный округ). Во время испытательных плавок в 1745 году на этих заводах было получено 44 пудов 6 фунтов серебра и 12 фунтов 32 золотника золота. Именно из змеиногорского серебра в 1750 году под наблюдением Шлаттера была изготовлена Рака Александра Невского, которая по сей день хранится в Эрмитаже.
В 1747 г. после перехода демидовских предприятий на Алтае в ведение царского Кабинета Беэр назначен первым главным командиром Колывано-Воскресенских заводов и произведен в генерал-майоры (1747). Беэр много сделал для организации расширения горно-металлургического производства на Алтае. За короткий срок Барнаульский и Колыванский заводы были переоборудованы на выплавку серебра, налажена разработка Змеиногорского рудника, началось интенсивное заселение края, использование его рудных и лесных богатств в интересах горнозаводского производства. Одновременно укреплялась граница, была организована почтовая гоньба, развивалось хлебопашество, осваивались новые земли.
Умер 21 июля 1751 года в Барнауле, похоронен при Петропавловской церкви (могила утрачена).

### Семья
Отец — Венедикт Ларионович Бейер (1630—1734), прибыл в Россию «из-за моря через Швецию и Курляндию» около 1665 г., «швед», молотовой мастер на Петровских заводах в Олонецком крае; в РБС указана другая версия происхождения А. В. Беэра, — «…прибыл в Россию под именем Андреаса Беэра в 1704 из Саксонии в числе других „рудодельных и рудоплавных мастеров“, выписанных Петром Великим из-за границы».
Брат — Пётр Венедиктович Бейер (?—1757), шихтмейстер на олонецких горных заводах.
Племянник — Иоганн Самюэль Христиани (? — 1766).